# Elviscot
L'Elviscot è stato un mercantile italiano naufragato il 10 gennaio 1972 presso il paese di Pomonte, all'Isola d'Elba.
Il relitto giace presso gli scogli dell'Ogliera ed è divenuto meta di immersione per i sub.

## La nave
L'Elviscot era un piccolo mercantile costruito nel 1960 di 62,25 metri di lunghezza per una stazza di 499 tsl. Fu costruito da Scheepswerven Gebr. Van Diepen Waterhuizen (NL) e proprietaria ne divenne la Lavinia Antonio Scotto di Napoli che la usò per il trasporto di legname.

## Il naufragio
Nelle vicinanze dello scoglio dell'Ogliera di fronte a Pomonte, il 10 gennaio 1972, l'Elviscot, partito da Napoli e diretto a Marsiglia, naufragò andando a sbattere sugli scogli a causa del maltempo e finendo addirittura sugli stessi scogli, per fortuna senza conseguenze per l'equipaggio.
Il relitto rimase con la poppa semi-inabissata e la prua incagliata sugli scogli, costituendo un potenziale pericolo per i bagnanti della vicina spiaggia e per il piccolo cabotaggio. Per questo motivo, ben presto lo scafo fu in parte recuperato e il resto colò a picco completamente.

## Il relitto

### La posizione attuale
Il relitto dell’Elviscot si trova nei pressi di Pomonte, a poche decine di metri a sud-est dallo Scoglio dell’Ogliera, un caratteristico isolotto che emerge dalle acque proprio di fronte alla spiaggia.
La sua vicinanza alla costa lo rende un sito di immersione e snorkeling accessibile a nuotatori di diversi livelli, anche ai principianti che vogliono avventurarsi all'esterno del relitto.
Le coordinate geografiche esatte del relitto sono le seguenti:
- LAT 42.74361 / 42° 44' 37"
- LNG 10.11889 / 10° 7' 8"[1]

### Stato della nave
Ora l'intera poppa, la plancia e parte della fiancata prodiera, giacciono sul fondo sabbioso, sul lato est dello scoglio dell'Ogliera, ad appena 12 metri di profondità. Le restanti parti della nave, soprattutto porzioni delle fiancate, non recuperate giacciono qua e là sul fondale attorno allo scoglio.
Le condizioni del relitto sono piuttosto precarie, lo stato di consunzione e degradamento della nave è abbastanza avanzato: tutte le strutture metalliche sono ricoperte da alghe e vari microrganismi, e quindi il sito è diventato un ottimo loco per i pesci, che infatti si trovano in gran quantità.

### Immersione
L'immersione non è particolarmente difficile per l'esigua profondità, ma è comunque da non sottovalutare per via delle condizioni precarie del relitto. La piccola nave appoggiata sul fianco destro e con la poppa rivolta verso il mare aperto, è completamente ricoperta da microrganismi marini, ed è divenuta per molti pesci un sicuro rifugio.
La plancia è facilmente visitabile, attraverso l'enorme apertura superiore. Passando dentro il fumaiolo (operazione consigliata solo ai più esperti), si può arrivare senza particolari problemi, dritti fino alla sala macchine dove è ancora ben riconoscibile l'intero apparato motore.
Due ampie aperture situate a poppa, permettono di risalire lungo un corridoio, dove tra suggestivi giochi di luce, creati dai raggi del Sole che penetrano attraverso le feritoie e gli oblò, si giunge fino alla plancia di comando. In alcuni punti nuotano piccoli branchi di occhiate, saraghi fasciati e qualche isolata corvina, mentre murene e gronghi sembrano preferire gli angusti spazi delle contorte lamiere della fiancata prodiera.

## Curiosità
- Il fotografo subacqueo Claudio Ziraldo, con una suggestiva foto del piccolo cargo, vinse il primo premio al concorso mondiale Nikon Contest.

1. ↑   Marica Musumarra, Relitto Elviscot a Pomonte: Guida a Nave Sommersa | Hotel Anna, su Hotel Anna Isola d'Elba, 6 maggio 2025. URL consultato il 19 agosto 2025.